# ミカエル7世ドゥーカス
ミカエル7世ドゥーカス“パラピナケス”（ギリシア語：Μιχαήλ Ζ' Δούκας ο Παραπινάκης (Mikhaēl VII Dūkas o Parapinakēs)、1050年 - 1090年?）は、東ローマ帝国ドゥーカス王朝の皇帝（在位：1071年 - 1078年）。コンスタンティノス10世ドゥーカスとエウドキア・マクレンボリティサの子。“パラピナケス”は「4分の1を失った」という意味のあだ名。彼の治世中、それまで金貨1ノミスマで1メディムノス買えたのが、物価上昇で4分の3メディムノスしか買えなくなってしまったことに由来する。

## 生涯
1065年、グルジア王女マリアと結婚。長男コンスタンティノスをもうけた。
1067年の父の死後、本来ならばミカエルが後を継ぐはずであったが、幼少であったために母エウドキアが女帝として後を継いだ。しかし翌1068年、民衆や貴族の軍事政権樹立の希望によりエウドキアは退位し、その母と結婚したロマノス4世ディオゲネスが後を継いだ。ところが1071年、そのロマノス4世が親征したマンズィケルトの戦いでセルジューク朝に大敗し、ロマノス自身も捕虜となってしまったため、エウドキアは夫を廃して息子のミカエルを皇帝として即位させた。同年のうちにセルジューク朝から釈放されたロマノスは、ミカエル7世の即位を認めず抵抗したが、捕らえられて盲目にされた上で追放されてしまった（翌年に死去）。これによって敗戦後にロマノス4世とセルジューク朝が結んだ和議が反故になってしまい、セルジューク朝はこれを口実に帝国への侵略を開始し、これ以降、小アジア領の大半が奪われていくことになった。
ロマノス4世の大敗やその後の帝位をめぐる内紛を見て、帝国西方でも動きが起こった。1071年、ノルマン人が東ローマ領であったイタリア南部（マグナ・グラエキア）に侵攻し、同年のうちに最後の拠点であったバーリを陥落させた。こうしてユスティニアヌス1世の時代以来続いていた東ローマ帝国の南イタリア支配も終わりを告げた。
さらに相次ぐ内紛や戦争のため、帝国経済も大きく動揺した。宦官ニケフォリツィスを重用して穀物貿易を専売化し、穀物価格の統制を図ったが、これによって穀物価格のみならず一般の物価も上昇したため、怒った民衆は政府の倉庫を襲撃、破壊した。
1075年、妹テオドラ・ドゥーカイナ・コムネナをヴェネツィア共和国のドージェ（元首）ドメニコ・セルヴォへ嫁がせた。末妹ゾエは、アレクシオス・コムネノスの弟アドリアヌスと結婚した。
帝国内部においても、ノルマン人傭兵隊長ルセール・ド＝バイユールやニケフォロス・ブリュエンニオス、ニケオフォロス・ボタネイアテスなどの軍事貴族の反乱が各地で続発した。このような中、1078年1月7日、首都コンスタンティノポリスの民衆はハギア・ソフィア大聖堂で、まだ小アジアにいたニケフォロス・ボタネイアテスを皇帝に擁立。ニケフォロスは首都へ向って進軍した。これに呼応して首都では反乱が起こると、ミカエル7世は退位して修道院へ入った。